# خسوف (مجموعه نمایش خانگی)
خُسوف مجموعه‌ای نمایشی به کارگردانی مازیار میری است که از جمعه ۲۳ مهر ۱۴۰۰ تا ۱۶ اردیبهشت ۱۴۰۱ در سامانهٔ نمایش درخواستی نماوا پخش می‌شد. تهیه‌کنندهٔ این مجموعه که فضایی درام، اجتماعی و عاشقانه دارد، همایون اسعدیان است و از جمله بازیگران آن می‌توان به علی عمرانی، امین تارخ، سجاد بابایی، ستاره اسکندری، مینو شریفی و مسعود کرامتی اشاره کرد.
موسیقی تیتراژ ابتدایی این مجموعه با تنظیم اشکان عرب و با شعری از حسین غیاثی به نام «کجا بودی»، توسط محسن چاوشی اجرا شده‌است. موسیقی تیتراژ پایانی این مجموعه هم با شعری از پدرام پاریزی به نام «باب دلمی»، توسط چاوشی اجرا شده‌است.

## بازیگران
- امین تارخ
- علی عمرانی
- پوریا رحیمی‌سام
- مینو شریفی
- سجاد بابایی
- پریا مجللی
- المیرا دهقانی
- مسعود کرامتی
- ستاره اسکندری
- شهره سلطانی
- شمسی فضل‌الهی
- سیامک احصایی
- فریبا خادمی
- نسیم یعقوبی
- حسین فلاح
- کسری پرتوی
- مهدیس توکلی
- نیک‌آفرید سماواتی
- امیر حاجی‌محمدی
- سامان مظلومی